# Erupción del monte Asama de la era Tenmei
Erupción del monte Asama de la era Tenmei comenzó el 9 de mayo de 1783 en donde hubo una salida de flujo de lava y flujo piroclástico y produjo caída de piedra pómez así como cono agrandado, la erupción climática comenzó el 4 de agosto y duró 15 horas produciendo fenómenos tales como en flujo de lava Agatsuma que devastó 18 km cuadrados de bosque denso. Otro suceso fue el flujo de Kambara que entró en el valle hacia la prefectura de Gunma devastando 1200 casas y provocando la muerte de 1500 personas. Inmediatamente después un flujo de lava corrió por la ladera norte para formar un flujo de lava llamado Onioshidashi, todos estos eventos fueron acompañados de una columna eruptiva que inyectó más piedra pómez en la atmósfera.